# Anaea tyrianthina
Anaea tyrianthina is een vlinder uit de familie van de Nymphalidae. De wetenschappelijke naam van de soort is voor het eerst geldig gepubliceerd in 1868 door Osbert Salvin & Godman.